# Gryllotalpa rufescens
Gryllotalpa rufescens is een rechtvleugelig insect uit de familie veenmollen (Gryllotalpidae). De wetenschappelijke naam van deze soort is voor het eerst geldig gepubliceerd in 1948 door Lucien Chopard.